# ICar 03
ICar 03 — компактный электромобиль-внедорожник, выпускаемый китайской компанией Chery Automobile под брендом ICar с 2023 года. Впервые был представлен на автосалоне в Чэнду.

## История
В апреле 2023 года компания Chery запустила бренд iCar. Параллельно на автосалоне в Шанхае была представлена первая модель бренда — iCar 03. Позже началось производство автомобиля.
Буква I была утверждена Цао Сюэ, главным дизайнером Академии искусств Гуанчжоу и автором талисманов Зимних Олимпийских игр 2022 года. Поскольку багажник автомобиля слишком мал, в задней двери был установлен дополнительный грузовой отсек.
Конкурентом является Land Rover Defender (L663).

## Особенности
Кузов автомобиля изготовлен из стали и алюминия, а раздвижная панорамная крыша устанавливается за дополнительную плату. Передняя и задняя подвески независимые. Размер колёс 19 дюймов.
ICar 03 приводится в движение электродвигателем мощностью 185 л. с., который питается от аккумулятора CATL. Максимальная скорость ограничена до 150 км/ч, а запас хода 500 км. На крыше устанавливаются солнечные батареи, увеличивающие запас хода.

## Галерея

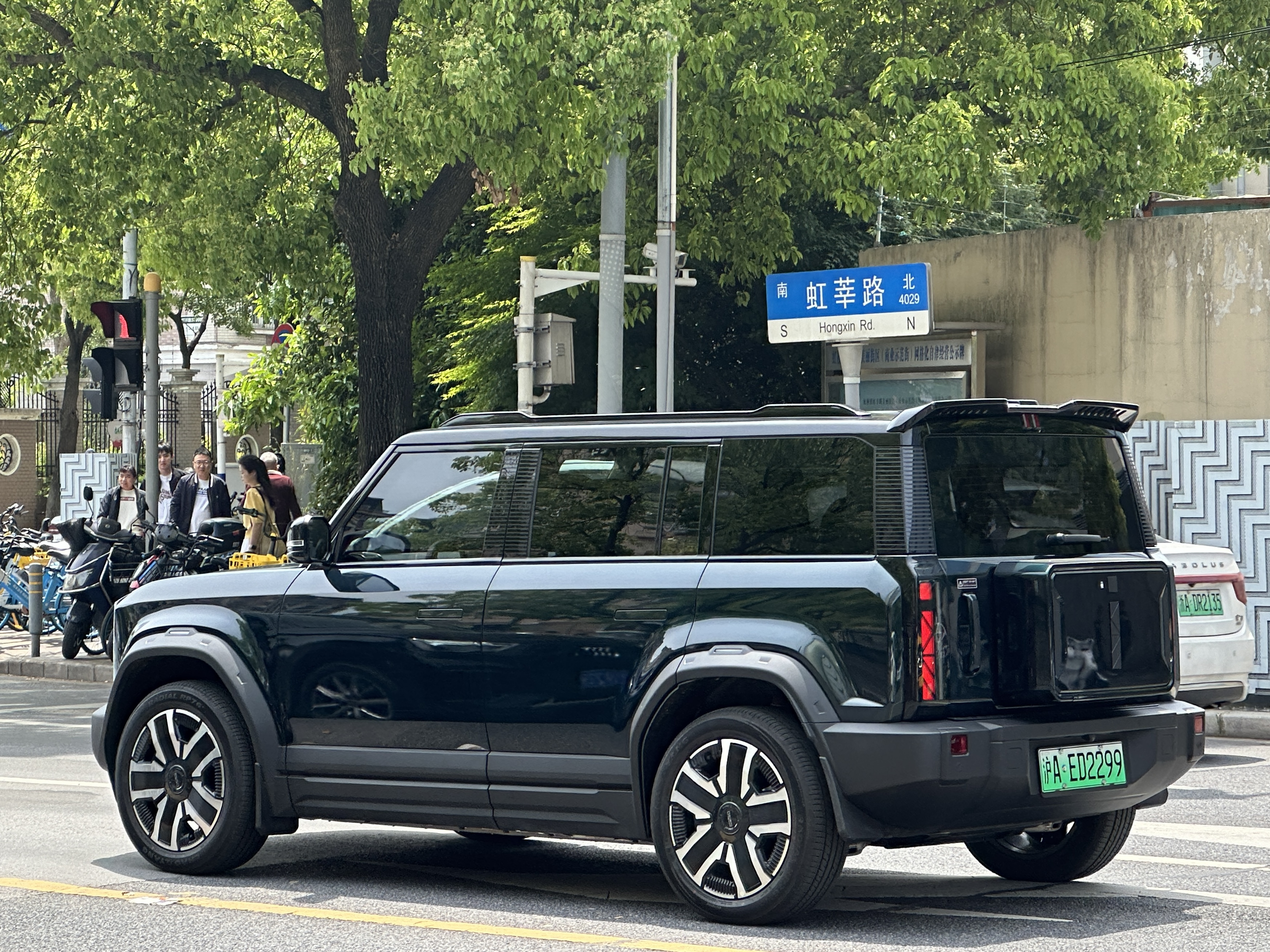
Вид сзади
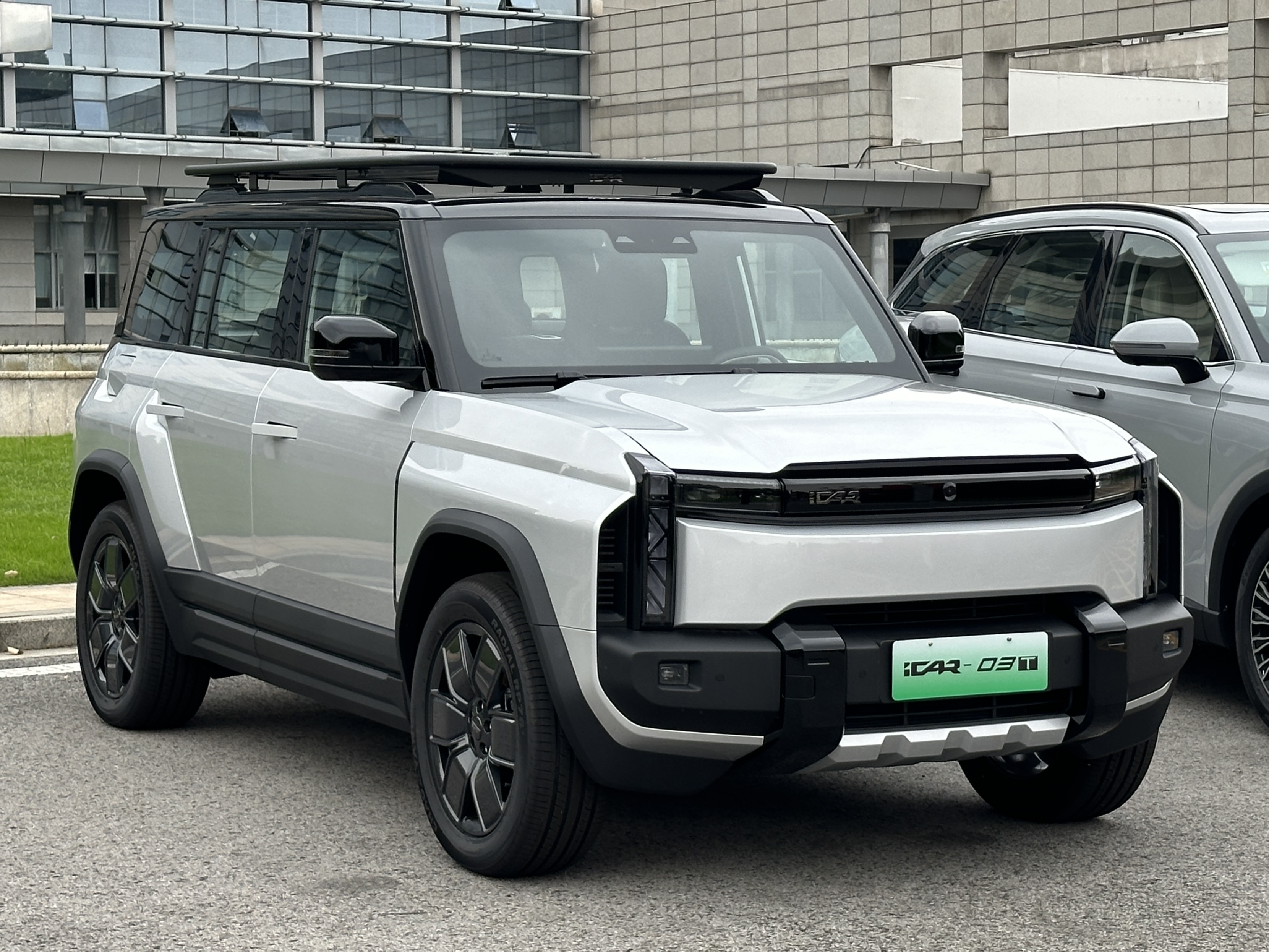
Chery iCar 03T (модель 2024 года)
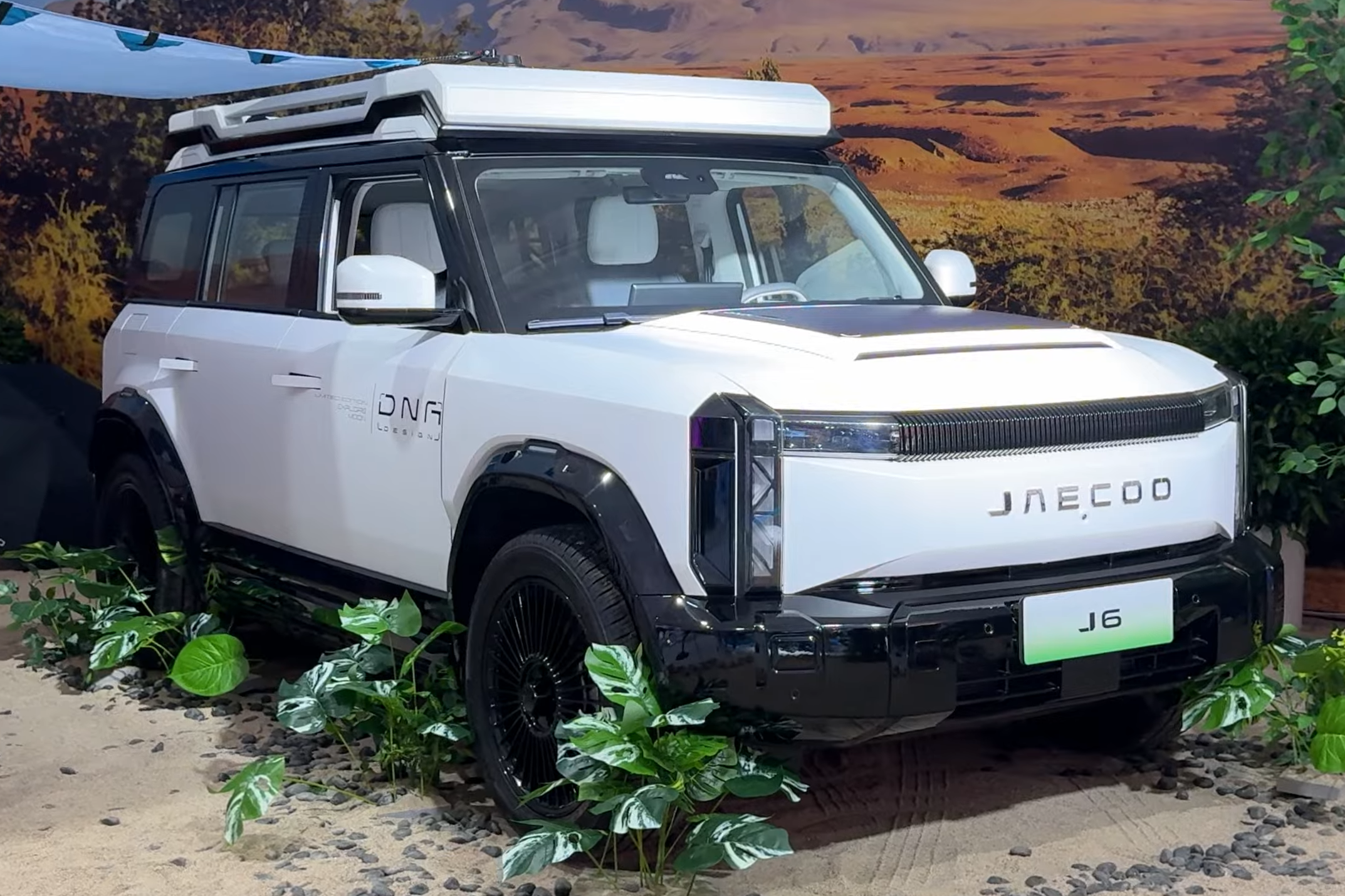
Jaecoo J6 (модель 2024 года)
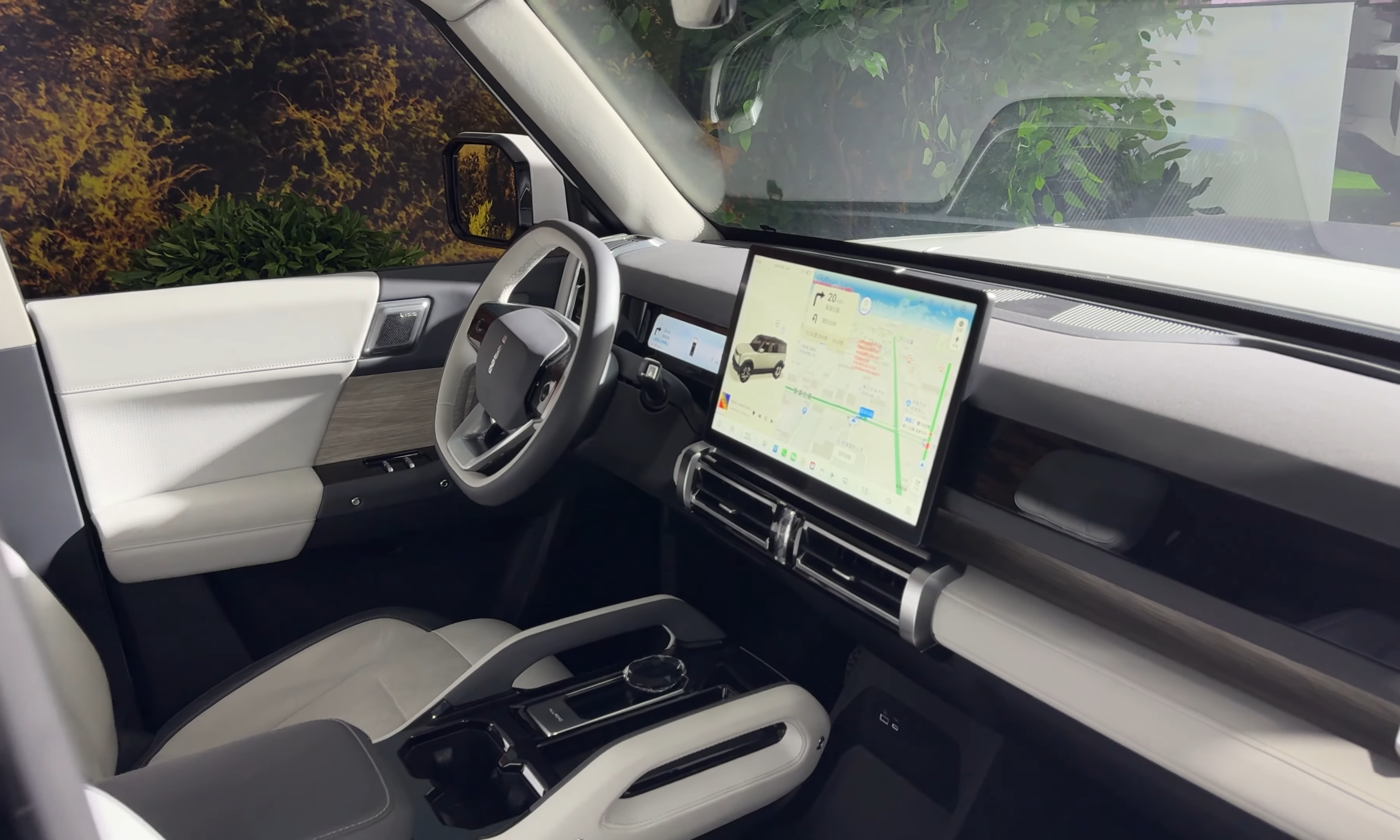
Интерьер